# Leandro Fernández
Leandro Sebastián Fernández (født 30. januar 1983 i Rosario, Argentina) er en argentinsk tidligere fodboldspiller (midterforsvarer).
Fernández spillede i løbet af sin karriere i hjemlandet hos Newell's Old Boys og River Plate, i Rusland hos Dynamo Moskva og i Uruguay hos Danubio. Han vandt det argentinske mesterskab med Newell's i 2004.

## Titler
Primera División de Argentina
- 2004 (Apertura) med Newell's Old Boys